# Сан Мартино Спино (Модена)
Сан Мартино Спино је насеље у Италији у округу Модена, региону Емилија-Ромања.
Према процени из 2011. у насељу је живело 684 становника. Насеље се налази на надморској висини од 7 м.